# 單一登入
單一登入（英語：Single sign-on，縮寫為 SSO），又譯為單一簽入，一種對於許多相互關連，但是又是各自獨立的軟體系統，提供存取控制的屬性。當擁有這項屬性時，當使用者登入時，就可以取得所有系統的存取權限，不用對每個單一系統都逐一登入。這項功能通常是以轻型目录访问协议（LDAP）來實作，在伺服器上會將使用者資訊儲存到LDAP資料庫中。相同的，單一登出（single sign-off）就是指，只需要單一的登出動作，就可以結束對於多個系統的存取權限。

## 優點
使用單點登錄的好處包括：
- 降低訪問第三方網站的風險（不存儲用戶密碼，或在外部管理）。
- 減少因不同的用戶名和密碼組合而带来的密碼疲勞（英语：Password fatigue）。
- 減少为相同的身份重新輸入密碼所花費的時間。
- 因减少与密码相关的呼叫IT服务台的次数而降低IT成本。[1]

SSO为所有其它應用程序和系統，以集中的验证服务器提供身份驗證，並結合技術以確保用戶不必频繁輸入密码。

## 安全
2012年3月，一篇研究论文报告了對社会登录機制的一项廣泛研究。该文作者發現了8项嚴重的邏輯漏洞，出现在备受瞩目的ID提供者和依賴方網站中，如OpenID（包括Google账户和PayPal Access）、Facebook、Janrain、Freelancer.com、FarmVille和Sears。由於研究人員在公佈所發現的缺陷之前，就通知了各ID提供者和依賴方網站，因此这些漏洞已经被及时堵上，因而並沒有出现安全隱患的報告。
2014年5月，隱蔽重定向漏洞被披露。该漏洞在《OAuth 2.0和OpenID相關的隱蔽重定向漏洞》中首次被报告，发现者是新加坡南洋理工大學數學博士生王晶（Wang Jing）。事實上，幾乎所有的單一登入協議都受影響。隱蔽重定向利用了易受跨站脚本或公開重定向攻击的第三方客戶端。

## 外部連結
- Single Sign-on Intro with Diagrams（页面存档备份，存于）